# 여정인
여정인(1978년 10월 3일 ~ )은 대한민국의 가수이다.

## 학력
- 영남대학교 행정학과

## 음반
- 2007년 까꿍 온라인 O.S.T '까봐'
- 2012년 이 사람을 지켜주세요
- 2014년 Don`t Worry

## 수상
- 2001년 제5회 낙동가요제 대상
- 2002년 제3회 달구벌가요제 대상
- 2003년 제3회 대한민국향토가요제 대상